# Batalla del Quebec (1690)
La batalla del Quebec va ser lluitada l'octubre de 1690 entre les colònies de Nova França i la badia de Massachusetts, llavors governats pels regnes de França i Anglaterra, respectivament. Fou la primera vegada en que el Quebec va provar les seves defenses.
Després de la captura de Port Royal a Acàdia, durant Guerra del rei Guillem, el New Englanders esperaraven agafar Mont-real i Quebec, la capital de Nova França. La pèrdua del Fort Acadian va impressionar els Canadencs, i el Governador General Louis de Buade de Frontenac va ordenar la preparació immediata de la ciutat pel setge.
Quan els enviats van repartir els termes de rendició, el Governador-General va declarar que la seva única resposta seria per "la boca dels meus canons."El Major John Walley va dirigir l'exèrcit invasor, el qual va aterrar a Beauport en el Basin de Quebec. Tanmateix, la milícia en la riba era constantment assetjada per la milícia canadenca fins a la seva retirada, mentre els vaixells de l'expedició, comandats per Sir William Phips, foren gairebé destruïts per les bales de canó de la part superior de la ciutat.
Ambdós costats van aprendre de la batalla: el francès va millorar les defenses de la ciutat, mentre els New Englanders es van adonar de la necessitat de més artilleria i millor suport d'Anglaterra per guanyar la ciutat.